# 博罗陶
博罗陶，是匈牙利南部巴奇-基什孔州所辖的一个村，总面积81.8平方公里，总人口1537，人口密度18.78人/平方公里（2005年）。地理坐标为46°16′N 19°14′E。